# 정대환
정대환(1990년 4월 17일 ~ )는 대한민국의 전직 축구 선수이자 현 지도자로 현재 개성고등학교의 GK 코치로 재직 중이다.